# شلال كوانغ سي
كوانغ سي (تهجئة أخرى كوانغ شي أو كوانغ سي )، المعروف أيضًا باسم تات كوانغ سي ( (باللاوية: ຕາດກວາງຊີ)
يوجد  شلال كوانغ سي  في مقاطعة لوانغ برابانغ في لاوس. وهو يبعد نحو 30 كيلومتر من مدينة لوانغ برابانغ في منطقة الحفاظ على البيئة المعروفة بـ "تات كوانغ سي بارك "، وهذا الشلال يعتبر أهم المعالم السياحية في تلك المنطقة.
هو شلال متعدد المصاطب ظ ينحدر الشلال الرئيسي من أحواض ضحلة إلى عمق حوالي 60 مترًا من فوق صخور كارستية إلى الأعماق. مع استمرار تحول المياه إلى كلسية، تشكلت مصاطب التلبيد والبرك الفيروزية.
كانت الحديقة موطنًا لمركز إنقاذ الدببة تات كوانج سي التابع لصندوق تحرير الدببة منذ عام 2003، وهي ملاذ للدببة السوداء الآسيوية المهددة بالانقراض.

## روابط الويب
- traveladventures.org
- شلالات كوانغ سي: دليل الصور والسفر